# Гусев, Василий Васильевич
Василий Васильевич Гусев (1925—1989) — старшина Советской Армии, участник Великой Отечественной войны, Герой Советского Союза (1943).

## Биография
Василий Гусев родился 1 марта 1925 года в селе Подгоренка (ныне — Ртищевский район Саратовской области). Окончил школу-семилетку, работал трактористом в совхозе Тахта-Арал Чимкентской области Казахской ССР. В 1943 году Гусев был призван на службу в Рабоче-крестьянскую Красную Армию. С июля того же года — на фронтах Великой Отечественной войны. Принимал участие в боях на Брянском, Воронежском и 1-м Украинском фронтах. Участвовал в Курской битве и освобождении Украинской ССР. К сентябрю 1943 года красноармеец Василий Гусев был пулемётчиком 1-го батальона 69-й механизированной бригады 9-го механизированного корпуса 3-й гвардейской танковой армии Воронежского фронта. Отличился во время битвы за Днепр.
На рассвете 22 сентября 1943 года группа добровольцев, в которую вошёл Гусев, переправилась через Днепр и захватила на западном берегу небольшой плацдарм, удержав его до подхода роты автоматчиков. При поддержке артиллерии с левого берега они освободили сёла Зарубинцы, Луковица и Григоровка. В тех боях Гусев лично уничтожил около 20 вражеских солдат и офицеров. В дальнейшем Гусев принял активное участие в отражении немецкой контратаки, уничтожив 25 солдат и офицеров противника, что способствовало успешному удержанию высоты 214,9. Во время боёв под Житомиром он был тяжело ранен и отправлен в госпиталь.
Указом Президиума Верховного Совета СССР от 17 ноября 1943 года за «отвагу и мужество, проявленные при форсировании Днепра, захвате и удержании плацдарма на западном берегу реки» красноармеец Василий Гусев был удостоен высокого звания Героя Советского Союза с вручением ордена Ленина и медали «Золотая Звезда» за номером 4379.
В 1947 году в звании старшины Гусев был демобилизован. Проживал в городе Навои Узбекской ССР. Окончив автомобильный техникум, работал автомехаником в ремонтно-строительных мастерских. Скончался 21 сентября 1989 года.
Был также награждён орденами Отечественной войны 1-й степени, Красной Звезды, Трудовой Славы 3-й степени, а также рядом медалей.